# Lajos Bence
Lajos Bence, slovenski pesnik, pisatelj in urednik, * 1. julij 1956, Genterovci.

## Življenjepis
Bence je leta 1981 diplomiral iz madžarskega jezika in primerjalne književnosti v Budimpešti na fakulteti Eötvös Loránd  ter prav tam 1994 tudi doktoriral. Od leta 1981 do 1991 je na strokovni srednji šoli v Lendavi poučeval madžarski jezik s književnostjo. Od leta 1991 do 1997 pa je bil predavatelj in docent na katedri za madžarski jezik in književnost na Pedagoški fakulteti v Mariboru. Leta 1997 je prevzel mesto glavnega in odgovornega urednika tednika Népújság v Lendavi in ravnatelja Zavoda za informativno dejavnost madžarske narodnosti Lendava.

## Literarno delo
Bence piše pesmi (Szíves szívtelen, 1981), Ráolvasások, 2000) in se posveča vprašanjem madžarske narodnostne identitete, obstoja manjšine in vlogi pisane besede pri tem ter preučuje madžarski jezik in književnost v Pomurju (Prekmurska madžarska književnost - Muravidéki magyar irodalom. 1945-1987, 1987 oziroma na Slovenskem (Irott szóval a megmaradásért, 1994).